# なつもん! 20世紀の夏休み
『なつもん! 20世紀の夏休み』（なつもん! にじゅうせいきのなつやすみ）は、スパイク・チュンソフトより2023年7月28日に発売されたNintendo Switch用ゲームソフト。
開発は「ぼくのなつやすみシリーズ」を手掛けたミレニアムキッチンであり、本作の内容も同シリーズのコンセプトを踏襲した夏休み生活を体験できるアドベンチャーゲームとなっている。キャラクターデザインにはイラストレーターのヒョーゴノスケを起用。

## 概要
本作の特徴として地域全体がオープンワールドとなっており、画面の切り替えを挟まずに様々な場所へ行くことができる。
各地を巡り公演を行う「まぼろしサーカス団」が、「よもぎ町」で公演を行う8月の1か月間、団長の息子である10歳の少年「サトル」を操作し、冒険や昆虫採集、魚釣りなどをしていくゲームである。時代設定は1999年（平成11年）となっている。
大きな冒険をこなしたり町のナゾを解き明かしたりすると「ステッカー」が手に入り、より長く走れたり高い崖をよじ登れたりできるようになり、探索範囲をより広げることができる。

## 登場人物
サトル
声 - 小市眞琴
サーカス団の団長の息子の小学4年生。10歳。本作の主人公。「Circus」という文字が書かれた黄色いTシャツを着ている。夏休みの1か月間「明日葉荘」で宿泊することになる。

### まぼろしサーカス団
パパさん
声 - 秋元羊介
サトルの父親であり、サーカス団の団長。ジャグリングやシーソーを担当。団員の自主性を重んじている。故郷のよもぎ町は中学1年生まで生まれ育ち、大都会の遠山に引っ越した。
ヒメさま
声 - 石井未紗
サトルの母親。オートバイ（ウォール・オブ・デス）やデスホイールを担当。彼女も団員の自主性を重んじており、仮に団員が芸を教えてほしいとお願いしたら「1時間で1万円」と言っている。
トコトコくん
声 - 内野孝聡
綱渡りや空中ブランコ等を担当。晩御飯の時間にサトルが野外にいた時の呼び戻し役も担当している。ラブちゃんに恋心を抱いている。
ナガセさん
声 - 楠見尚己
ジャグリングやトランポリン等を担当。サーカス団の大黒柱。「ボ」が口癖。
ラブちゃん
声 - 本名陽子
空中ブランコを担当。「ラブちゃん」はニックネームで、本名は「吉田ラヴィンスキー」。サトルのその日や明日の運勢を占ってくれる。
ラッキーさん
声 - 山本高広
ピエロ兼経理担当。敬語で話す。サーカス用具の購入もこの人から行う。

### よもぎ町の住人達
今日子さん
声 - 本多真梨子
「明日葉荘」の主人。料理が上手。特定の魚を釣り上げるとその魚で料理してくれる。
純子ちゃん
声 - 永牟田萌
今日子さんの姪。本屋さんの娘の中学生。新体操部であり、ストーリーを進めるとサーカスの演目として新体操（ボール）を披露することとなる。
シブヤ博士
声 - 元吉有希子
「夏休み自由研究研究所」の所長。「渋谷商店」の店番もしている。
ヨースケ
声 - 奈良徹
「ラッパ森たんてい事務所」のリーダー的存在。探偵が好きで、よもぎ町のナゾを探し回っている。
ジロー
声 - 大谷育江
「ラッパ森たんてい事務所」のメンバー。ヨースケの相棒的存在。
ヒデコ
声 - 小倉唯
「ラッパ森たんてい事務所」のメンバー。国語が好きで毎日ことわざを覚えている。

### その他の人物
ナレーション
声 - 藤木直人
主にサトルの回想・感情シーンで語りを担当する。

## 開発
トイボックスのプロデューサーである金沢十三男は、同社の代表取締役社長である和田康宏が作ってきた牧場物語シリーズと、ミレニアムキッチンの綾部和が手掛けたぼくのなつやすみシリーズが「戦い」を主題としていないことに気づき、2人を会わせることにした。
和田本人は、この組み合わせに面白い化学反応があるかもしれないとおもいつつも、綾部が作りたいものの明確なビジョンを持っていたため、自身は一歩引いた立場で開発を見守ることにし、クリエイティブ面ではすべて綾部さんに任せることにしたと2023年7月のメディア合同インタビューの中で話している。また、綾部が2021年に手掛けた『クレヨンしんちゃん 「オラと博士の夏休み」〜おわらない七日間の旅〜』（販売：ネオス）では、2Dの背景に『ぼくのなつやすみ』の手法を踏襲していたことから、本作ではこれをオープンワールドで作れないかというところから始まり、まずは全体の2Dマップを2日間かけて作った。和田によると、この地図は真上から見た図で描かれており、地形や高さがわかるよう線引きもなされていたといい、この地図をもとに3D化した地形が作られた。
主人公をサーカス団の団長の息子にした理由としては、夏休みが終わったら舞台となる町を去るというストーリーと、「ステッカー」による成長要素（超人的アクションの習得）に納得を持たせたるためである。

## 音楽
Funny Bunny
本名陽子による主題歌で、the pillowsの同名楽曲のカバー。余談だが、オリジナルのリリース年も本作の時代設定と同じく1999年。
井上陽水「少年時代」
CM用スペシャルタイアップソングとして採用。